# Агиос Исидорос (дем Ситония)
Агиос Исидорос (на гръцки: Άγιος Ισίδωρος) е малък остров в Северна Гърция, част от дем Ситония, област Централна Македония. Островът е разположен в западната част на Светогорския залив, североизточно от големия остров Диапорос и в 2001 година е без жители.